# John Stears
John Stears (25 août 1934 - 28 juin 1999) est un expert britannique en effets spéciaux de cinéma, lauréat de deux Oscar des meilleurs effets visuels pour James Bond 007 Opération Tonnerre (1965) et Star Wars, épisode IV : Un nouvel espoir (1978). Il est créateur entre autres des célèbres Aston Martin DB5 James Bond 007 pour Goldfinger (1964) (première voiture à gadget de la série 007), et des sabres laser, et robots R2-D2 et C-3PO de Star Wars de George Lucas.

## Biographie
John Stears, né en 1934 à Uxbridge près de Londres en Angleterre, passe son enfance dans le quartier voisin d'Ickenham, puis étudie l'art au Harrow College of Art, et la technologie à la Southall Technical School de Londres. Pilote d'avion durant son service national, il commence sa carrière comme dessinateur de la Royal Air Force britannique, comme fabricant de maquettes géantes dans un bureau d'architecture, puis comme créateur d'effets spéciaux pour le cinéma au début des années 1960.

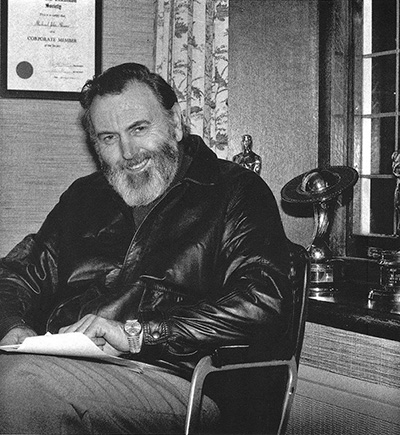
En 1977
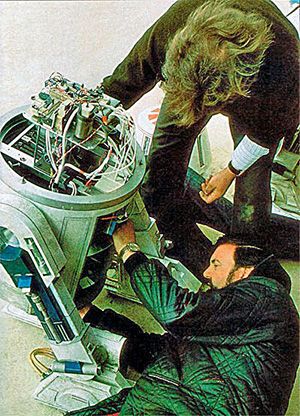
Avec R2-D2 (1977)
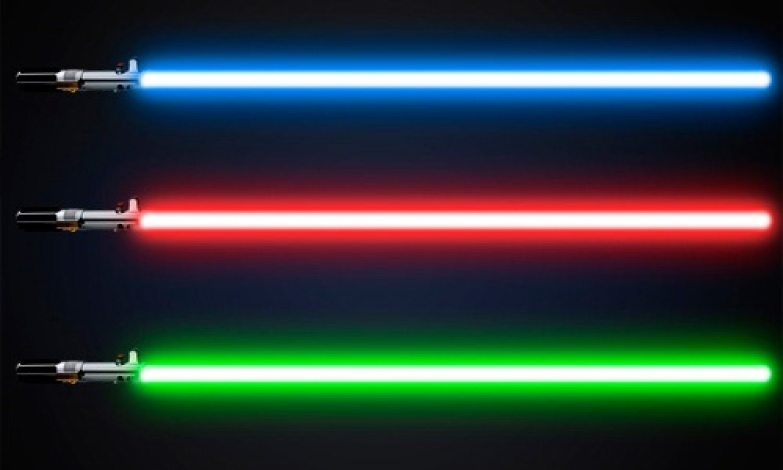
Sabres laser (Star Wars)

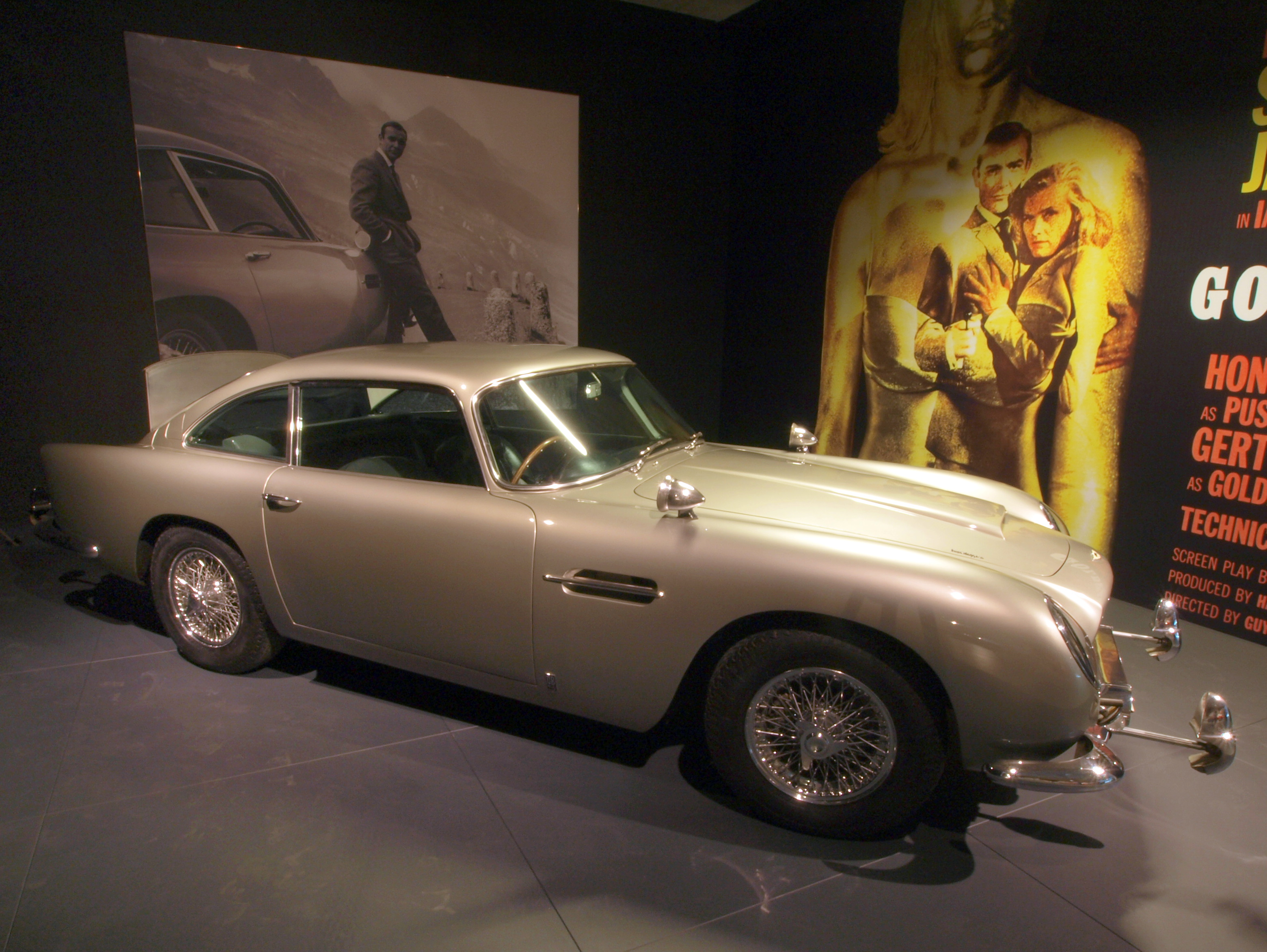
Aston Martin DB5 de James Bond 007

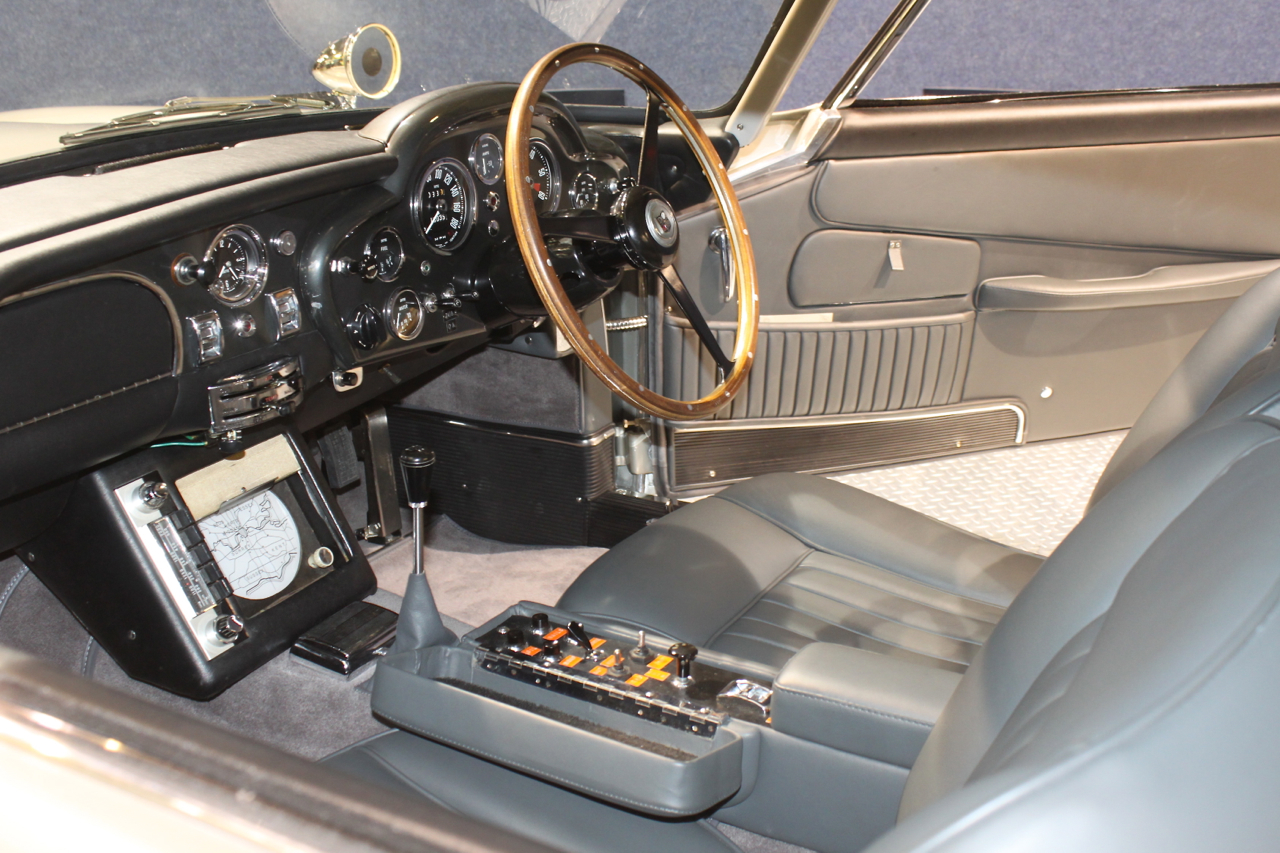
de Goldfinger (1964)

Il entame sa longue collaboration à la saga de films James Bond, en tant que responsable-directeur des effets spéciaux, avec le premier James Bond 007 contre Dr No de 1962. Il crée entre autres de très nombreux effets spéciaux et objets divers, dont en particulier la célèbre Aston Martin DB5 007 pour Goldfinger (1964) (première voiture à gadget de la série 007 de la section « Q » recherche et développement du MI6 de l'Empire britannique)...
Apres avoir fondé sa propre entreprise en 1970, le réalisateur-scénariste-producteur George Lucas (grand amateur de James Bond) le recrute en 1976 pour sa saga Star Wars, en tant que directeur spécial de la production et des effets mécaniques, pour laquelle il crée entre autres les sabres laser des Jedi, les robots R2-D2 et C-3PO, l'étoile de la mort, le Landspeeder de Luke Skywalker, ou des effets spéciaux de combat aérien avec John Dykstra...
Après avoir vécu une grande partie de sa vie à Beaconsfield en Angleterre (ou il élève du bétail), il vend sa maison en 1993 au chanteur Ozzy Osbourne, et s'installe à Pacific Palisades en Californie. Il disparaît le 28 juin 1999, à l'age de 64 ans, victime d'une hémorragie cérébrale, au Ronald Reagan UCLA Medical Center de Los Angeles.

## Vie privée
Il épouse Brenda Stears en 1960, avec qui il a deux filles : Janet (technicienne en effets spéciaux, auteur, et productrice de cinéma) et Jacqueline (collaboratrice de Disney).

## Quelques récompenses
- 1966 : Oscar des meilleurs effets visuels de la 38e cérémonie des Oscars, pour Opération Tonnerre
- 1978 : Oscar des meilleurs effets visuels de la 50e cérémonie des Oscars, pour Star Wars, épisode IV : Un nouvel espoir
- 1978 : Saturn Award des meilleurs effets spéciaux, de la 5e cérémonie des Saturn Awards, avec John Dykstra, pour Star Wars, épisode IV : Un nouvel espoir
- 1982 : Saturn Award des meilleurs effets spéciaux de la 9e cérémonie des Saturn Awards, pour Outland (nomination)

## Filmographie partielle
- 1962 : James Bond 007 contre Dr No
- 1963 : Bons Baisers de Russie
- 1964 : Goldfinger
- 1965 : Opération Tonnerre
- 1967 : On ne vit que deux fois
- 1968 : Chitty Chitty Bang Bang
- 1969 : Au service secret de Sa Majesté
- 1972 : Le Joueur de flûte
- 1972 : La Cible hurlante
- 1973 : Ghost in the Noonday Sun
- 1973 : Le Meilleur des mondes possible
- 1974 : L'homme au pistolet d'or
- 1975 : Le Veinard
- 1975 : Objectif Lotus
- 1976 : Intervention Delta
- 1977 : Star Wars, épisode IV : Un nouvel espoir
- 1980 : Les Chroniques martiennes
- 1980 : Jeux d'espions
- 1980 : La Malédiction de la vallée des rois
- 1981 : Outland
- 1983 : Les Traqués de l'an 2000
- 1983 : Sahara
- 1984 : Le Bounty
- 1986 : F/X, effets de choc
- 1986 : Nuit de noce chez les fantômes
- 1986 : Tout va trop bien (Miracles)
- 1990 : Navy Seals : Les Meilleurs
- 1993 : Babylon 5: le rassemblement
- 1998 : Le Masque de Zorro